# Sterowność (żegluga)
Sterowność - zdolność jednostki pływającej do celowej zmiany kursu. Sterowność może mieć miejsce jedynie w przypadku przemieszczenia statku względem wody (płynięcie) nie wolniej niż z najmniejszą możliwą prędkością manewrową określoną dla danego statku/jachtu. Na jednostce poruszającej się z prędkością mniejszą niż najmniejsza prędkość manewrowa, wychylenie płetwy steru nie powoduje istotnej zmiany kursu.